# Chrysogorgia mixta
Chrysogorgia mixta is een zachte koraalsoort uit de familie Chrysogorgiidae. De koraalsoort komt uit het geslacht Chrysogorgia. Chrysogorgia mixta werd in 1902 voor het eerst wetenschappelijk beschreven door Versluys.